# جيمس فيرغسون (لاعب كريكت)
جيمس فيرغسون (بالإنجليزية: James Ferguson)‏ (19 فبراير 1848 في أستراليا - 10 مايو 1913 في أستراليا) هو لاعب كريكت أسترالي. لعب مع فريق تسمانيا للكريكت.

## وصلات خارجية
- جيمس فيرغسون (لاعب كريكت) على موقع إي آس بي آن كريك إنفو (الإنجليزية)